# Lijst van spoorwegstations in het Verenigd Koninkrijk - K
Dit is een lijst van spoorwegstations in het Verenigd Koninkrijk waarvan de naam begint met een K.
| Station              | Code | Graafschap/ County/ City     | District                    | Beheerder                    | Passagiers in/uit 2004-2005 (mln) | Passagiers in/uit 2005-2006 (mln) | Passagiers in/uit 2006-2007 (mln) | Passagiers in/uit 2007-2008 (mln) | Passagiers in/uit 2008-2009 (mln) |
| -------------------- | ---- | ---------------------------- | --------------------------- | ---------------------------- | --------------------------------- | --------------------------------- | --------------------------------- | --------------------------------- | --------------------------------- |
| Kearsley             | KSL  | Greater Manchester           | Bolton                      | Northern Rail                | 0,015                             | 0,016                             | 0,022                             | 0,026                             | 0,029                             |
| Kearsney             | KSN  | Kent                         | Dover                       | Southeastern                 | 0,04                              | 0,042                             | 0,04                              | 0,046                             | 0,043                             |
| Keighley             | KEI  | West Yorkshire               | Bradford                    | Northern Rail                | 1,088                             | 1,127                             | 1,155                             | 1,183                             | 1,493                             |
| Keith                | KEH  | Moray                        |                             | ScotRail                     | 0,067                             | 0,071                             | 0,069                             | 0,075                             | 0,077                             |
| Kelvedon             | KEL  | Essex                        | Braintree                   | National Express East Anglia | 0,775                             | 0,76                              | 0,787                             | 0,799                             | 0,797                             |
| Kelvindale           | KVD  | Glasgow City                 |                             | ScotRail                     |                                   |                                   | 0,095                             | 0,108                             | 0,11                              |
| Kemble               | KEM  | Gloucestershire              | Cotswold                    | Great Western Railway        | 0,223                             | 0,237                             | 0,261                             | 0,287                             | 0,31                              |
| Kempston Hardwick    | KMH  | Bedfordshire                 | Bedford                     | West Midland Trains          | 0,003                             | 0,004                             | 0,004                             | 0,007                             | 0,008                             |
| Kempton Park         | KMP  | Surrey                       | Spelthorne                  | South West Trains            | 0,027                             | 0,005                             | 0,041                             | 0,046                             | 0,049                             |
| Kemsing              | KMS  | Kent                         | Sevenoaks                   | Southeastern                 | 0,011                             | 0,011                             | 0,012                             | 0,014                             | 0,016                             |
| Kemsley              | KML  | Kent                         | Swale                       | Southeastern                 | 0,119                             | 0,125                             | 0,138                             | 0,155                             | 0,157                             |
| Kendal               | KEN  | Cumbria                      | South Lakeland              | First TransPennine Express   | 0,128                             | 0,142                             | 0,156                             | 0,183                             | 0,192                             |
| Kenley               | KLY  | Groot-Londen                 | Croydon                     | Southern                     | 0,342                             | 0,375                             | 0,525                             | 0,558                             | 0,476                             |
| Kennett              | KNE  | Cambridgeshire               | East Cambridgeshire         | National Express East Anglia | 0,011                             | 0,013                             | 0,016                             | 0,018                             | 0,016                             |
| Kennishead           | KNS  | Glasgow City                 |                             | ScotRail                     | 0,021                             | 0,031                             | 0,038                             | 0,036                             | 0,045                             |
| Kensal Green         | KNL  | Groot-Londen                 | Brent                       | London Underground           | 0,932                             | 0,881                             | 0,387                             | 0,386                             | 0,448                             |
| Kensal Rise          | KNR  | Groot-Londen                 | Brent                       | London Overground            | 0,2                               | 0,201                             | 0,952                             | 0,996                             | 0,767                             |
| Kensington (Olympia) | KPA  | Groot-Londen                 | Kensington en Chelsea       | London Overground            | 1,159                             | 1,244                             | 1,392                             | 2,203                             | 1,924                             |
| Kent House           | KTH  | Groot-Londen                 | Bromley                     | Southeastern                 | 0,51                              | 0,496                             | 0,748                             | 0,81                              | 0,781                             |
| Kentish Town         | KTN  | Groot-Londen                 | Camden                      | Govia Thameslink Railway     | 0,383                             | 0,444                             | 1,388                             | 1,067                             | 0,885                             |
| Kentish Town West    | KTW  | Groot-Londen                 | Camden                      | London Overground            | 0,156                             | 0,191                             | 0,824                             | 0,762                             | 0,567                             |
| Kenton               | KNT  | Groot-Londen                 | Brent                       | London Underground           | 0,318                             | 0,321                             | 0,301                             | 0,296                             | 0,266                             |
| Kents Bank           | KBK  | Cumbria                      | South Lakeland              | Northern Rail                | 0,019                             | 0,02                              | 0,016                             | 0,02                              | 0,021                             |
| Kettering            | KET  | Northamptonshire             | Kettering                   | East Midlands Railway        | 0,933                             | 0,921                             | 1,012                             | 1,086                             | 1,112                             |
| Kew Bridge           | KWB  | Groot-Londen                 | Hounslow                    | South West Trains            | 0,235                             | 0,271                             | 0,67                              | 0,854                             | 0,784                             |
| Kew Gardens          | KWG  | Groot-Londen                 | Richmond upon Thames        | London Underground           | 1,51                              | 1,355                             | 0,643                             | 0,628                             | 0,504                             |
| Keyham               | KEY  | Plymouth                     |                             | Great Western Railway        | 0,006                             | 0,008                             | 0,008                             | 0,005                             | 0,006                             |
| Keynsham             | KYN  | Bath and North East Somerset |                             | Great Western Railway        | 0,169                             | 0,188                             | 0,21                              | 0,231                             | 0,257                             |
| Kidbrooke            | KDB  | Groot-Londen                 | Greenwich                   | Southeastern                 | 0,662                             | 0,642                             | 0,919                             | 0,973                             | 0,912                             |
| Kidderminster        | KID  | Worcestershire               | Wyre Forest                 | West Midland Trains          | 0,734                             | 0,805                             | 0,866                             | 0,963                             | 1,227                             |
| Kidsgrove            | KDG  | Staffordshire                | Newcastle-under-Lyme        | East Midlands Railway        | 0,031                             | 0,032                             | 0,044                             | 0,05                              | 0,062                             |
| Kidwelly             | KWL  | Carmarthenshire              |                             | Transport for Wales          | 0,016                             | 0,016                             | 0,015                             | 0,016                             | 0,018                             |
| Kilburn High Road    | KBN  | Groot-Londen                 | Camden                      | London Overground            | 0,069                             | 0,059                             | 0,413                             | 0,612                             | 0,69                              |
| Kildale              | KLD  | North Yorkshire              | Hambleton                   | Northern Rail                | 0,002                             | 0,002                             | 0,002                             | 0,002                             | 0,002                             |
| Kildonan             | KIL  | Highland                     |                             | ScotRail                     | 0                                 | 0                                 | 0                                 | 0                                 | 0                                 |
| Kilgetty             | KGT  | Pembrokeshire                |                             | Transport for Wales          | 0,008                             | 0,008                             | 0,01                              | 0,012                             | 0,013                             |
| Kilmarnock           | KMK  | East Ayrshire                |                             | ScotRail                     | 0,462                             | 0,455                             | 0,438                             | 0,407                             | 0,458                             |
| Kilmaurs             | KLM  | East Ayrshire                |                             | ScotRail                     | 0,068                             | 0,069                             | 0,072                             | 0,073                             | 0,084                             |
| Kilpatrick           | KPT  | West Dunbartonshire          |                             | ScotRail                     | 0,064                             | 0,068                             | 0,071                             | 0,075                             | 0,089                             |
| Kilwinning           | KWN  | North Ayrshire               |                             | ScotRail                     | 0,847                             | 0,908                             | 0,921                             | 0,909                             | 1,135                             |
| Kinbrace             | KBC  | Highland                     |                             | ScotRail                     | 0,001                             | 0,001                             | 0,001                             | 0,001                             | 0,001                             |
| Kingham              | KGM  | Oxfordshire                  | West Oxfordshire            | Great Western Railway        | 0,124                             | 0,127                             | 0,131                             | 0,141                             | 0,148                             |
| Kinghorn             | KGH  | Fife                         |                             | ScotRail                     | 0,091                             | 0,093                             | 0,101                             | 0,095                             | 0,092                             |
| Kings Langley        | KGL  | Hertfordshire                | Three Rivers                | West Midland Trains          | 0,383                             | 0,446                             | 0,509                             | 0,596                             | 0,59                              |
| King's Lynn          | KLN  | Norfolk                      | King's Lynn en West Norfolk | Govia Thameslink Railway     | 0,642                             | 0,622                             | 0,657                             | 0,68                              | 0,739                             |
| Kings Norton         | KNN  | West Midlands                | Birmingham                  | West Midland Trains          | 0,366                             | 0,407                             | 0,447                             | 0,481                             | 0,804                             |
| King's Nympton       | KGN  | Devon                        | North Devon                 | Great Western Railway        | 0,002                             | 0,002                             | 0,001                             | 0,001                             | 0,002                             |
| King's Park          | KGP  | Glasgow City                 |                             | ScotRail                     | 0,096                             | 0,106                             | 0,121                             | 0,127                             | 0,153                             |
| Kings Sutton         | KGS  | Northamptonshire             | South Northamptonshire      | Chiltern Railways            | 0,04                              | 0,035                             | 0,039                             | 0,045                             | 0,044                             |
| Kingsknowe           | KGE  | Edinburgh                    |                             | ScotRail                     | 0,018                             | 0,019                             | 0,02                              | 0,019                             | 0,02                              |
| Kingston             | KNG  | Groot-Londen                 | Kingston upon Thames        | South West Trains            | 3,163                             | 3,227                             | 5,597                             | 5,791                             | 5,161                             |
| Kingswood            | KND  | Surrey                       | Reigate and Banstead        | Southern                     | 0,263                             | 0,285                             | 0,269                             | 0,289                             | 0,286                             |
| Kingussie            | KIN  | Highland                     |                             | ScotRail                     | 0,028                             | 0,03                              | 0,032                             | 0,033                             | 0,038                             |
| Kintbury             | KIT  | West Berkshire               |                             | Great Western Railway        | 0,059                             | 0,058                             | 0,056                             | 0,059                             | 0,066                             |
| Kirby Cross          | KBX  | Essex                        | Tendring                    | National Express East Anglia | 0,045                             | 0,038                             | 0,039                             | 0,04                              | 0,045                             |
| Kirk Sandall         | KKS  | South Yorkshire              | Doncaster                   | Northern Rail                | 0,102                             | 0,107                             | 0,101                             | 0,101                             | 0,142                             |
| Kirkby               | KIR  | Merseyside                   | Knowsley                    | Merseyrail                   | 0,516                             | 0,56                              | 0,639                             | 0,74                              | 2,191                             |
| Kirkby-in-Ashfield   | KKB  | Nottinghamshire              | Ashfield                    | East Midlands Railway        | 0,155                             | 0,155                             | 0,15                              | 0,139                             | 0,151                             |
| Kirkby Stephen       | KSW  | Cumbria                      | Eden                        | Northern Rail                | 0,023                             | 0,022                             | 0,022                             | 0,024                             | 0,026                             |
| Kirkby-In-Furness    | KBF  | Cumbria                      | South Lakeland              | Northern Rail                | 0,014                             | 0,015                             | 0,015                             | 0,017                             | 0,01                              |
| Kirkcaldy            | KDY  | Fife                         |                             | ScotRail                     | 1,05                              | 1,072                             | 1,126                             | 1,152                             | 1,122                             |
| Kirkconnel           | KRK  | Dumfries and Galloway        |                             | ScotRail                     | 0,015                             | 0,017                             | 0,015                             | 0,016                             | 0,018                             |
| Kirkdale             | KKD  | Merseyside                   | Liverpool                   | Merseyrail                   | 0,411                             | 0,452                             | 0,442                             | 0,479                             | 1,179                             |
| Kirkham and Wesham   | KKM  | Lancashire                   | Fylde                       | Northern Rail                | 0,206                             | 0,212                             | 0,214                             | 0,226                             | 0,226                             |
| Kirkhill             | KKH  | South Lanarkshire            |                             | ScotRail                     | 0,088                             | 0,094                             | 0,098                             | 0,094                             | 0,1                               |
| Kirknewton           | KKN  | West Lothian                 |                             | ScotRail                     | 0,05                              | 0,05                              | 0,04                              | 0,04                              | 0,039                             |
| Kirkwood             | KWD  | North Lanarkshire            |                             | ScotRail                     | 0,107                             | 0,114                             | 0,115                             | 0,121                             | 0,159                             |
| Kirton Lindsey       | KTL  | North Lincolnshire           |                             | Northern Rail                | 0                                 | 0                                 | 0                                 | 0                                 | 0                                 |
| Kiveton Bridge       | KIV  | South Yorkshire              | Rotherham                   | Northern Rail                | 0,039                             | 0,037                             | 0,039                             | 0,037                             | 0,053                             |
| Kiveton Park         | KVP  | South Yorkshire              | Rotherham                   | Northern Rail                | 0,033                             | 0,033                             | 0,032                             | 0,027                             | 0,042                             |
| Knaresborough        | KNA  | North Yorkshire              | Harrogate                   | Northern Rail                | 0,24                              | 0,249                             | 0,249                             | 0,245                             | 0,258                             |
| Knebworth            | KBW  | Hertfordshire                | North Hertfordshire         | Govia Thameslink Railway     | 0,344                             | 0,344                             | 0,392                             | 0,458                             | 0,481                             |
| Knighton             | KNI  | Shropshire                   | South Shropshire            | Transport for Wales          | 0,023                             | 0,022                             | 0,02                              | 0,024                             | 0,023                             |
| Knockholt            | KCK  | Groot-Londen                 | Bromley                     | Southeastern                 | 0,143                             | 0,158                             | 0,221                             | 0,269                             | 0,276                             |
| Knottingley          | KNO  | West Yorkshire               | Wakefield                   | Northern Rail                | 0,085                             | 0,115                             | 0,12                              | 0,129                             | 0,162                             |
| Knucklas             | KNU  | Powys                        |                             | Transport for Wales          | 0,004                             | 0,004                             | 0,003                             | 0,005                             | 0,005                             |
| Knutsford            | KNF  | Cheshire                     | Macclesfield                | Northern Rail                | 0,217                             | 0,241                             | 0,25                              | 0,291                             | 0,311                             |
| Kyle of Lochalsh     | KYL  | Highland                     |                             | ScotRail                     | 0,044                             | 0,045                             | 0,047                             | 0,048                             | 0,053                             |

A · 
B · 
C · 
D · 
E · 
F · 
G · 
H · 
I · 
J · 
K · 
L · 
M · 
N · 
O · 
P · 
Q · 
R · 
S · 
T · 
U · 
V · 
W · 
X · 
Y · 
Z

Alle stations (sorteerbaar)